# 維格納爾冰原島峰
70°10′S 64°23′E / 70.167°S 64.383°E
維格納爾冰原島峰（英語：Wignall Nunataks）是南極洲的冰原島峰，位於麥克羅伯特森地，屬於查爾斯王子山脈中阿索斯山脈的一部分，根據澳大利亞探險隊的測量和空中照片繪入地圖，現時由南極條約體系管理。